# Авимелех
Авимелех хебр. אֲבִימֶלֶךְ‎ је био краљ Јудеје син Гидеоне, који је, након смрти свог оца, убедио народ да га изабере за краља (Јуд 8:31.). Након тога је убио седамдесеторо своје браће, који су живели у кући свога оца, у Офри. Преживео је само најмлађи - Јотам, који је успео да побегне (Судије 9:. 7-20). После неколико пораза, био је смртно рањен у главу, током опсаде града Тубаса (Суд 9:. 54-57).
У Књизи о судијама о њему стоји:
 1 И Авимелех син Јеровалов отиде у Сихем к браћи матере своје и рече њима и свему роду отачкога дома матере своје говорећи:
2 Кажите свим Сихемљанима: Шта вам је боље, да су вам господари седамдесет људи, сви синови Јеровалови, или да вам је господар један човек? И опомињите се да сам ја кост ваша и тело ваше.
3 Тада рекоше браћа матере његове за њ свим Сихемљанима све те речи, и срце њихово приви се к Авимелеху, јер рекоше: Наш је брат.
4 И дадоше му седамдесет сикала сребра из дома Вал-Веритовог, за које најми Авимелех људи празнова и скитница, те иђаху за њим.
5 И дође у кућу оца свог у Офру, и поби браћу своју, синове Јеровалове, седамдесет људи, на једном камену; али оста Јотам најмлађи син Јеровалов, јер се сакри.
6 Тада се скупише сви Сихемљани и сав дом Милов, и отидоше и поставише Авимелеха царем код храста који стоји у Сихему.
7 А кад то јавише Јотаму, отиде и стаде наврх горе Гаризина, и подигавши глас свој повика и рече им: Чујте ме, Сихемљани, тако вас Бог чуо!
(1 Суд )